# Affaire de l'île de Palmas
L'affaire de l'île de Palmas (ou Max Huber, du nom de l'arbitre) est un différend international entre les États-Unis et les Pays-Bas décidé le 4 avril 1928. La Cour permanente d'arbitrage attribue l'île de Palmas aux Pays-Bas car il ne suffit pas d'avoir découvert l'île comme l'ont fait les Espagnols avant l'arrivée des Américains, ce qui ne crée qu'un titre imparfait. Pour obtenir un titre complet, il faut démontrer l'effectivité de la souveraineté, ce qu'ont fait les Pays-Bas car ils ont planté des drapeaux, obtenu l'allégeance d'autochtones et levé des impôts.

## Prémices
Le 10 décembre 1898, l'Espagne et les États-Unis signent à Paris un traité de paix par lequel la première cède les Philippines aux seconds. En 1899, le royaume des Pays-Bas, la puissance coloniale qui contrôle les Indes orientales néerlandaises situées immédiatement au sud des Philippines, est informé du traité. Il ne fait alors aucune observation sur la délimitation des territoires respectifs.
En 1906, un fonctionnaire américain se rend sur Miangas, appelé alors La Palmas, et constate que l'île est considérée par les Pays-Bas comme partie de leur colonie.

## Précédents légaux

### Détermination de la souveraineté
Les États-Unis notifient alors aux Pays-Bas leur revendication sur la souveraineté de l'île en invoquant la cession des Philippines par l'Espagne. Le gouvernement néerlandais rétorque en affirmant sa souveraineté sur l'île et proclame qu'il y exerce son autorité depuis plus de 200 ans. Via un recours à la Cour permanente d'arbitrage, l'affaire est soumise à un tribunal arbitral, composé d'un juge unique, le Suisse Max Huber. La sentence, décision dite de l'« Île des Palmes », est prononcée le 4 avril 1928 et attribue Miangas aux Pays-Bas.
C'est cette sentence arbitrale qui habilite les États titulaires de la souveraineté à repousser toute atteinte portée à leur assise spatiale, au nom du droit à l'intégrité territoriale.

### Intertemporalité
L'Affaire de l'île de Palmas est aussi régulièrement citée comme exemple du principe d'intertemporalité (tempus regit actum) en droit international,.